# Hendrik Brunsting
Hendrik Brunsting (Bedum, 1 maart, 1902 - Leiden, 29 mei, 1997) was een Nederlandse archeoloog en de eerste hoogleraar klassieke archeologie en prehistorie aan de Vrije Universiteit Amsterdam. Hij specialiseerde zich in de Provinciaal-Romeinse archeologie.
Brunsting studeerde Klassieke Talen aan de Vrije Universiteit en archeologie aan de Gemeentelijke Universiteit. In 1937 promoveerde hij op het proefschrift Het grafveld onder Hees bij Nijmegen; een bijdrage tot de kennis van Ulpia Noviomagus. Van 1938 tot 1946 was hij assistent bij het Biologisch-Archaeologisch Instituut in Groningen en van 1946 tot 1967 was hij conservator aan het Rijksmuseum van Oudheden te Leiden. Van 1956 tot zijn emeritaat in 1973 was hij hoogleraar Archaeologie en Prehistorie aan de Vrije Universiteit Amsterdam
Als onderzoeker was hij vooral actief in Nijmegen. 
In 1997 werd de naar hem vernoemde Hendrik Brunsting Stichting opgericht als het archeologisch opgravingsbedrijf van de Vrije Universiteit. Sinds 2024 is dit een onderdeel van het Archeologisch Diensten Centrum.